# Ilkin Dovlatov
Ilkin Dovlatov (azerbajdzjanska: İlkin Dövlətov), född 16 juni 1990 i Baku, är en azerisk mugamsångare. Tillsammans med Fahree representerade han Azerbajdzjan i Eurovision Song Contest 2024 med låten "Özünlə apar".

## Biografi
Dovlatov föddes 1990 i Baku. Hans far var en stor inspiration för honom att börja satsa på en musikalisk karriär. Under skolåren upptäckte en musiklärare Dovlatovs sångtalang och uppmuntrade honom att framföra sin musik.
2023 tävlade Dovlatov i azerbajdzjanska The Voice där han slutade på en andra plats. I slutet av oktober 2023 tillkännagav det azeriska sändningsföretaget, İctimai Televiziya, att Dovlatov var en av de sexton kandidaterna till att representera Azerbajdzjan i Eurovision Song Contest 2024. Veckan efter tillkännagavs han vara bland de sex sista kandidater som återstod. Den 7 mars 2024 bekräftade İctimai Televiziya att Fahree hade blivit utvald att representera landet i tävlingen, men den 13 mars tillkännagavs det att Dovlatov skulle uppträda tillsammans med Fahree på scenen. Deras låt "Özünlə apar" lyckades inte kvalificera sig från den första semifinalen den 7 maj 2024 då den kom på 14:e plats med 11 poäng.